# Nicolae Ciucă

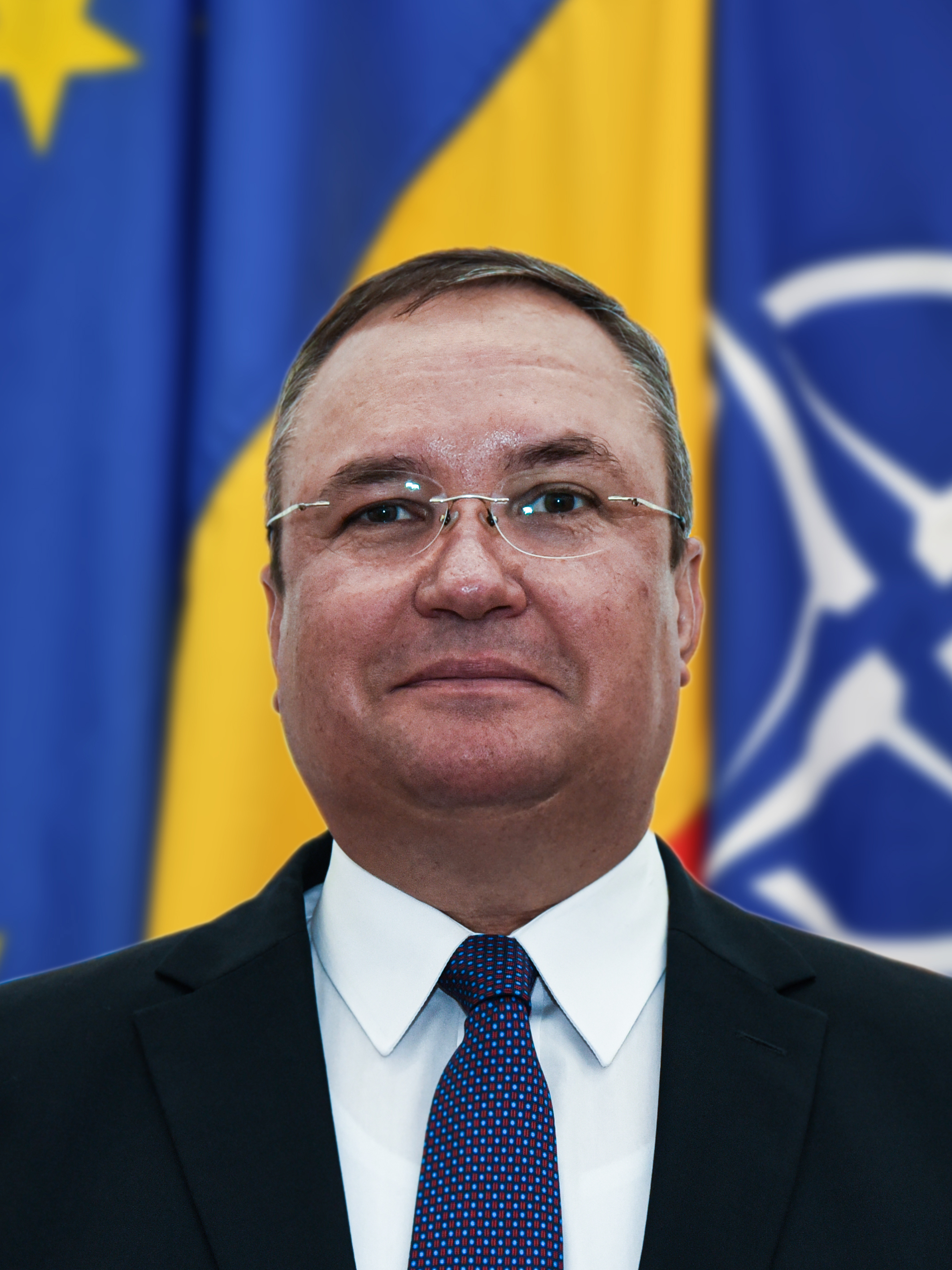
Nicolae Ciucă (2019)

Nicolae-Ionel Ciucă [ˈnikolae ionel ˈt͡ʃiukə] (* 7. Februar 1967 in Plenița, Kreis Dolj) ist ein rumänischer General außer Dienst und Politiker (PNL). Vom 25. November 2021 bis zum 12. Juni 2023 war er Ministerpräsident des Landes. Dieses Amt hatte er vom 7. bis zum 22. Dezember 2020 bereits übergangsweise bekleidet. Zuvor war er von 2015 bis 2019 Chef des Generalstabs der rumänischen Streitkräfte (Armata Română) und von November 2019 bis November 2021 Verteidigungsminister. Von Juni 2023 bis Dezember 2024 war er Präsident des Senats.

## Leben
Nicolae Ciucă wurde 1967 in Plenița im Südwesten von Rumänien geboren. Nach seiner Schulzeit an einem Militärgymnasium in Craiova besuchte er bis 1988 die Militärakademie Nicolae Bălcescu in Sibiu (Hermannstadt).

### Militärische Laufbahn

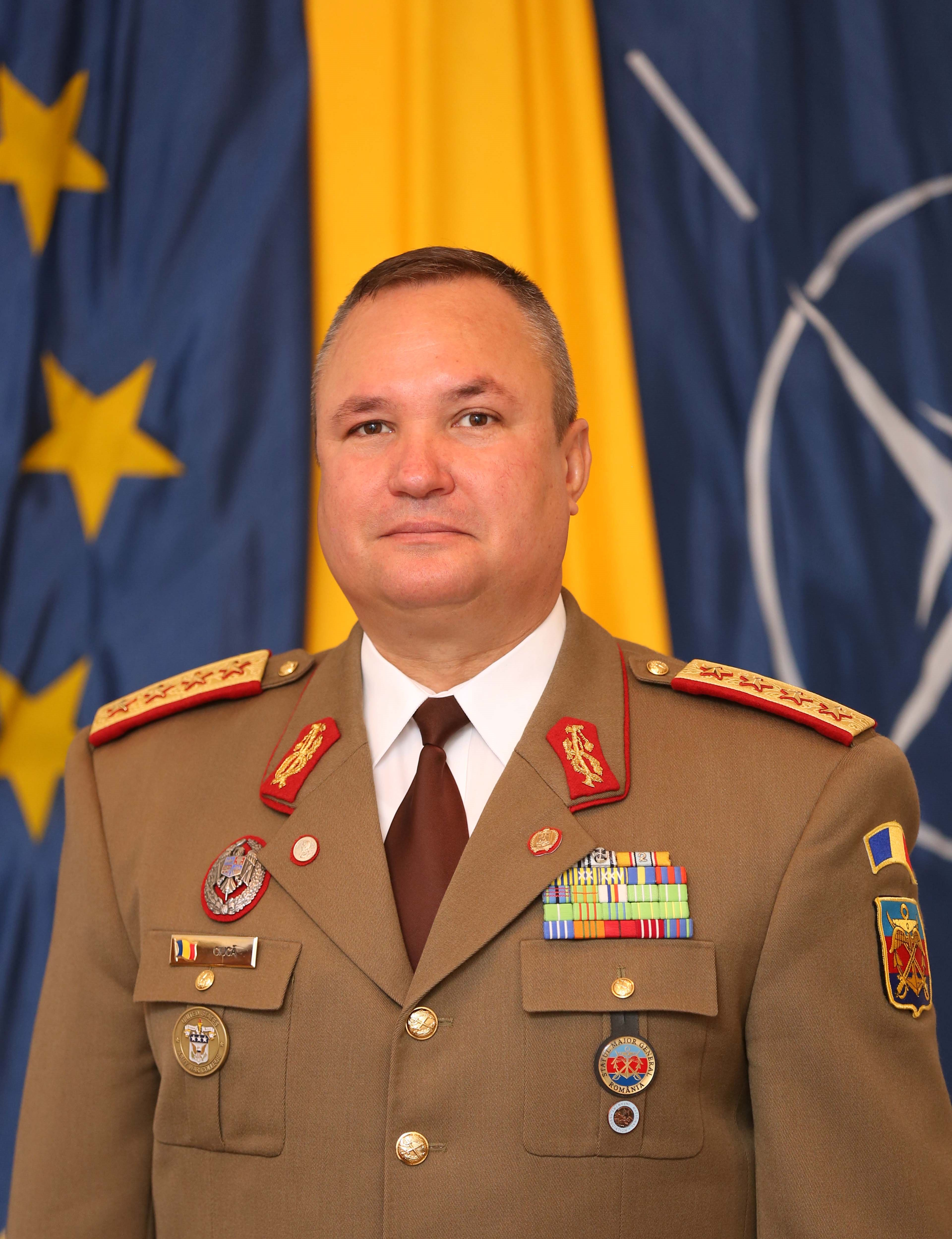
Nicolae Ciucă (2015)

Ab 1988 durchlief Ciucă eine militärische Laufbahn bei den rumänischen Streitkräften vom Zugführer bis zum Bataillonskommandanten. In den Jahren 2002 bis 2003 war er Kommandant des rumänischen Bataillons bei der Operation Enduring Freedom in Afghanistan und 2004 befehligte er die rumänischen Truppen im Irak. Zwischenzeitlich hatte er 2003 an der rumänischen Militärakademie einen Doktorabschluss gemacht. Dem Auslandseinsatz folgte in den Jahren 2004 bis 2007 ein Einsatz bei der 2. Brigade (zunächst als Chef der Operationen später als Kommandant des Stabes). Im Anschluss daran diente er von 2007 bis 2011 bei der 282. Mechanisierten Infanteriebrigade (ab 2009 als Kommandant, davor als dessen Stellvertreter).
Von 2011 bis 2014 war er Kommandant der 2. Infanteriedivision. Im Schnelldurchgang absolvierte er die nächsten Verwendungen. Von Januar bis Oktober 2014 diente er als Kommandant des rumänischen Heeres. Von Oktober 2014 bis Januar 2015 war er stellvertretender Befehlshaber der rumänischen Streitkräfte zu deren Kommandant er am 15. Januar 2015 ernannt wurde. Nach seiner Berufung in die Regierung als Verteidigungsminister wurde sein bisheriger Stellvertreter, Daniel Petrescu, neuer Generalstabschef.

### Verteidigungsminister und geschäftsführender Premierminister
Ciucă übernahm am 4. November 2019 das Amt des Ministers für nationale Verteidigung im Kabinett Ludovic Orban I. Im Oktober 2020 trat er der Partidul Național Liberal (PNL) bei, für die er bei der Parlamentswahl am 6. Dezember 2020 in den rumänischen Senat gewählt wurde. Nach dem Rücktritt von Premierminister Ludovic Orban am 7. Dezember 2020 ernannte Staatspräsident Klaus Johannis Ciucă per Dekret zum geschäftsführenden Regierungschef. Am 23. Dezember 2020 wurde das Kabinett Florin Cîțu vereidigt, in dem Ciucă weiterhin als Verteidigungsminister amtierte. 

### Premierminister von 2021 bis 2023
Nachdem das Parlament die Regierung von Premierminister Florin Cîțu entmachtet hatte, beauftragte Staatspräsident Klaus Johannis zunächst den Europapolitiker und früheren Premierminister Dacian Cioloș von der Union Rettet Rumänien (USR) mit der Regierungsbildung. Da es dieser nicht geschafft hatte, bis zum 20. Oktober eine neue Regierung zu bilden, entschied Johannis zwei Tage darauf, Ciucă mit der Regierungsbildung zu beauftragen.
Am 25. November 2021 wurde er von den beiden Parlamentskammern zum Ministerpräsidenten gewählt und noch am selben Tage mitsamt seinem Kabinett vereidigt. Die von ihm geleitete Regierung wurde von Ciucăs nationalliberaler PNL, der sozialdemokratischen PSD, der Partei der ungarischen Minderheit UDMR und der Fraktion der Minderheitenvertreter getragen. Der Koalitionsvertrag sieht eine rotierende Ministerpräsidentschaft vor; Ciucă sollte sein Amt nach eineinhalb Jahren an einen PSD-Politiker übergeben.
Am 10. April 2022 wurde Ciucă nach dem Rücktritt von Florin Cîțu zum neuen Vorsitzenden der PNL gewählt. Im Juni 2023 trat er gemäß Vertrag als Ministerpräsident zurück, anschließend wurde Marcel Ciolacu von der PSD zum Ministerpräsidenten gewählt.

### Nach seiner Amtszeit als Premierminister
Im Juni 2023 wurde Simion zum Präsident des Senats gewählt. Er kandidierte bei der Präsidentschaftswahl in Rumänien 2024, verpasste jedoch den Einzug in die Stichwahl. Im Dezember 2024 wurde er von Ilie Bolojan als Senatspräsident abgelöst.

### Privates
Nicolae Ciucă ist verheiratet und Vater eines Sohnes.

## Auszeichnungen
Nicolae-Ionel Ciucă ist Träger folgender staatlicher Auszeichnungen:
|  | Offizier des rumänischen Ordens für Verdienst |
|  | Komtur des Ordre national du Mérite           |